# Кинси (Алабама)
Кинси (енгл. Kinsey) град је у америчкој савезној држави Алабама. По попису становништва из 2010. у њему је живело 2.198 становника.

## Демографија
Према попису становништва из 2010. у граду је живело 2.198 становника, што је 402 (22,4%) становника више него 2000. године.
| Група             | 2000.         | 2010.         |
| Белци             | 1.034 (57,6%) | 1.069 (48,6%) |
| Афроамериканци    | 727 (40,5%)   | 1.011 (46,0%) |
| Азијати           | 6 (0,3%)      | 3 (0,1%)      |
| Хиспаноамериканци | 22 (1,2%)     | 88 (4,0%)     |
| Укупно            | 1.796         | 2.198         |